# Comarca de Alcántara

Tierra de Alcántara.

La Comarca de Alcántara és una comarca d'Extremadura situada a la zona occidental de la província de Càceres. El cap comarcal és Alcántara.

## Municipis
- Alcántara
- Brozas
- Ceclavín
- Mata de Alcántara
- Navas del Madroño
- Piedras Albas
- Portezuelo
- Villa del Rey
- Zarza la Mayor